# Březina u Deštné
Březina (deutsch Bscheschina) ist eine Gemeinde in Tschechien mit rund 130 Einwohnern. Sie befindet sich 22 Kilometer südöstlich von Tábor und gehört zum Okres Jindřichův Hradec.

## Geographie

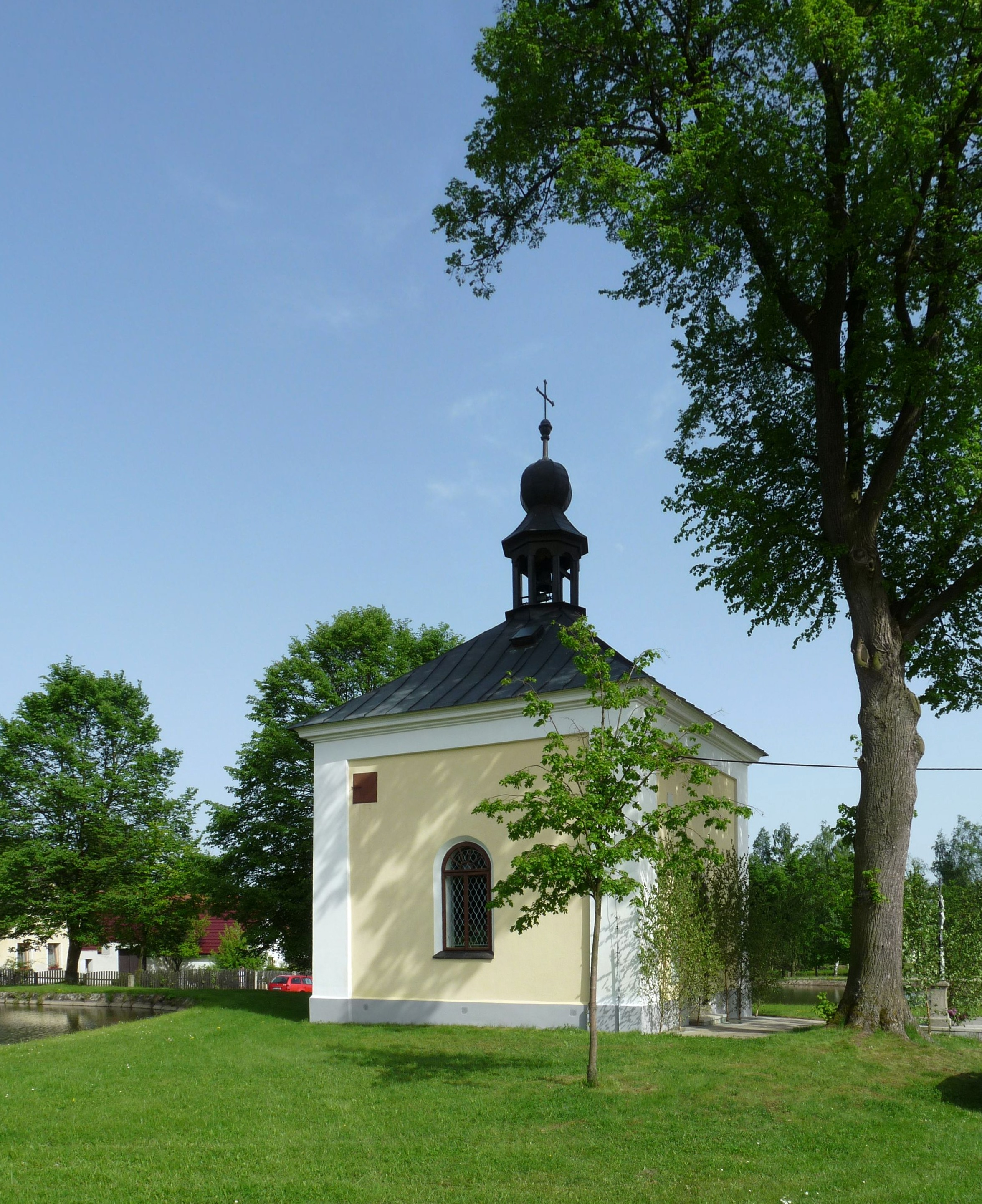
Kapelle des Hl. Johannes Nepomuk

Březina befindet sich im Süden der Böhmisch-Mährischen Höhe im Quellgebiet des Březinský potok.
Nachbarorte sind Tříklasovice und Psárov im Norden, Bořetín im Nordosten, Drunče und Annovice im Osten, Rosička und Světce im Südosten, Deštná im Süden, Nový Dvůr, Vícemil und Chotěmice im Südwesten, Lipovka und Budislav im Westen sowie Hlavňov und Předboř im Nordwesten.

## Geschichte
Erstmals urkundlich erwähnt wurde das Dorf im Jahre 1294.

## Gemeindegliederung
Für die Gemeinde Březina sind keine Ortsteile ausgewiesen.